# Kanton Pau-Ouest
Der Kanton Pau-Ouest war von 1790 bis 2015 ein französischer Wahlkreis im Arrondissement Pau, im Département Pyrénées-Atlantiques und in der Region Aquitanien. Sein Hauptort war Pau.

## Gemeinden
Der Kanton bestand aus fünf Gemeinden und einem Teil der Stadt Pau (angegeben ist hier die Gesamteinwohnerzahl, im Kanton lebten etwa 7.000 Einwohner):
| Gemeinde       | Einwohner Jahr | Fläche km² | Bevölkerungsdichte | Code INSEE | Postleitzahl |
| -------------- | -------------- | ---------- | ------------------ | ---------- | ------------ |
| Gelos          | 3.566 (2013)   | 11,03      | 323 Einw./km²      | 64237      | 64110        |
| Mazères-Lezons | 1.894 (2013)   | 4          | 473 Einw./km²      | 64373      | 64110        |
| Narcastet      | 676 (2013)     | 4,65       | 145 Einw./km²      | 64413      | 64510        |
| Pau            | 77.575 (2013)  | –          | – Einw./km²        | 64445      | 64000        |
| Rontignon      | 798 (2013)     | 7,06       | 113 Einw./km²      | 64467      | 64110        |
| Uzos           | 714 (2013)     | 3,52       | 203 Einw./km²      | 64550      | 64110        |